# Resolució 2411 del Consell de Seguretat de les Nacions Unides
La Resolució 2411 del Consell de Seguretat de les Nacions Unides, fou adoptada per unanimitat el 13 d'abril de 2018. El Consell, recordant les resolucions sobre el Sudan del Sud, i en particular les resolucions 2024 (2011) i 2075 (2012), i observant que la situació a Abyei constituïa una amenaça a l'estabilitat internacional, va acordar ampliar deu dies el mandat de la Força Provisional de Seguretat de les Nacions Unides per a Abyei (UNISFA) fins al 23 d'abril de 2018, alhora que insta als governs del Sudan i Sudan del Sud a aplicar plenament els seus compromisos en relació amb la creació d'una zona fronterera segura i desmilitaritzada.